# Zugmodus

Satz des Thales experimentell entdeckt mit dem Zugmodus, beim Ziehen des Punktes entlang des Halbkreisbogens bleibt der Winkel konstant bei

Parabel als Ortskurve/Spurkurve
Bei gegebener Leitlinie und Brennpunkt wird zu einem Punkt auf ein Punkt der Parabel konstruiert. Dann zieht man den Punkt entlang der Leitlinie und hinterlässt die Spur seiner vorherigen Positionen und zeichnet damit die Parabel.

Der Begriff Zugmodus bezeichnet die Möglichkeit, bei dynamischen Geometrieprogrammen Basispunkte, aber auch Strecken, Geraden oder Funktionsgraphen, frei zu verschieben (d. h., daran zu ziehen), wobei sich der Rest der geometrischen Konstruktion entsprechend anpasst.
Der Spurmodus für ein Objekt bedeutet, dass bei einer dynamischen Veränderung der Konstruktion, die alten Darstellungen nicht gelöscht werden und so eine Spur erzeugen. Diese Eigenschaft eignet sich besonders gut um Ortskurven zu visualisieren.